# Bernd et Hilla Becher
Pour les articles homonymes, voir Becher.

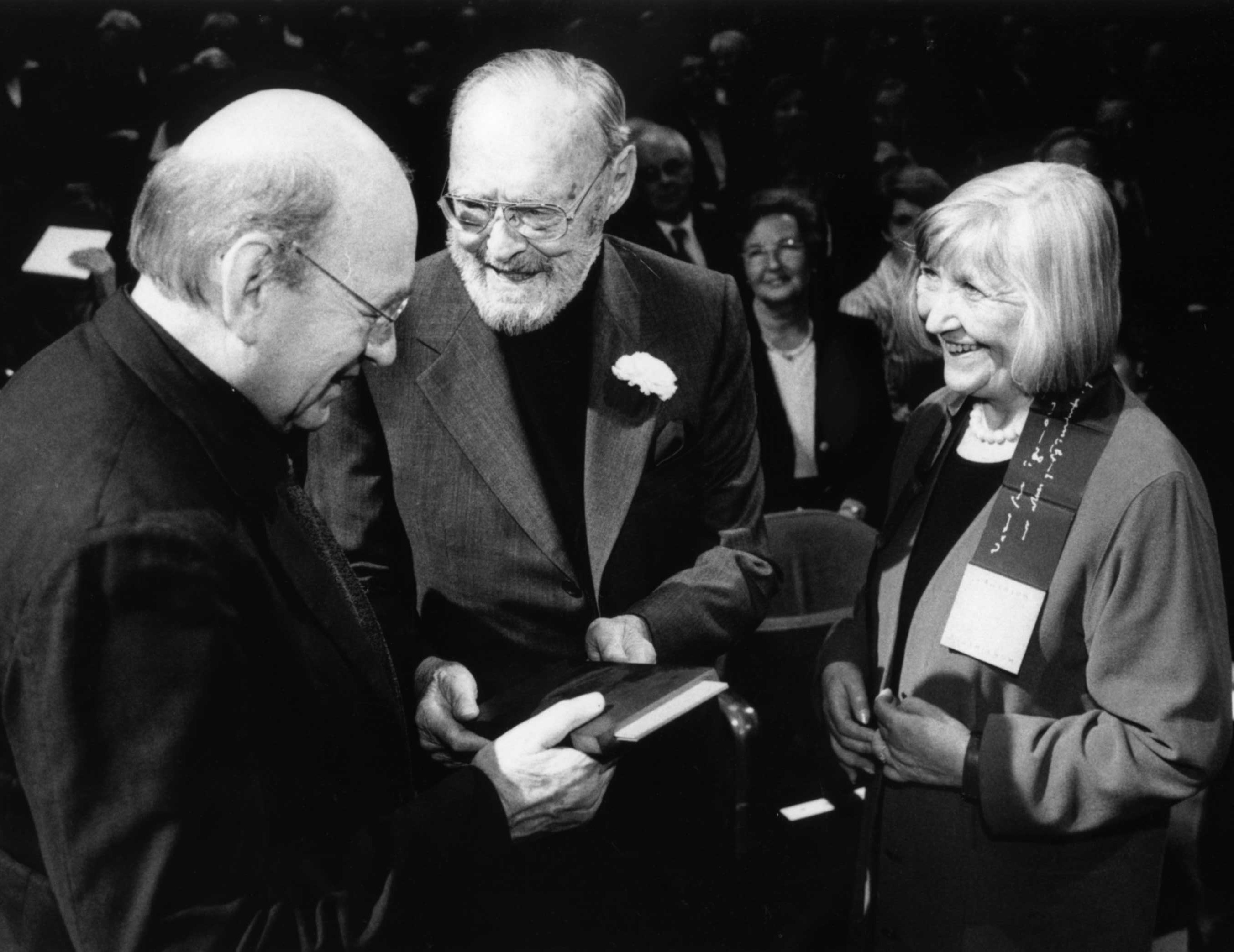
Bernd & Hilla Becher
(Prix Érasme 2002)

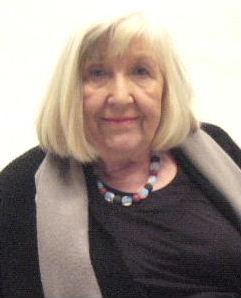
Hilla Becher en 2011.

Bernd et Hilla Becher sont un couple de photographes allemands connus pour leurs photographies frontales d'installations industrielles.
- Bernd Becher est né le 20 août 1931 à Siegen et mort le 22 juin 2007 (à 75 ans) à Rostock.
- Hilla Becher, née Wobeser, est née le 2 septembre 1934 à Potsdam et morte le 10 octobre 2015 (à 81 ans) à Düsseldorf[2].

## Parcours
Hilla Wobeser est née en 1934 dans une région rattachée après la Seconde Guerre mondiale à l'Allemagne de l'Est, tandis que Bernd Becher est né en 1931 dans une région rattachée à l'Allemagne de l'Ouest.
Hellen Wobeser passe à l'Ouest à 20 ans en 1954. Déjà formée à la photographie, elle intègre comme photographe professionnelle une agence publicitaire de Düsseldorf et y rencontre trois ans plus tard celui qu'elle choisit comme époux. Bernd a étudié la peinture et le dessin et aborde la photographie sans formation initiale. Ils commencent à travailler ensemble en 1959, en photographiant des mines de charbon dont la fermeture était annoncée. Ils se marient en 1961.
Ils entreprennent de documenter méthodiquement l'architecture des bâtiments industriels des XIXe et XXe siècles en Europe et en Amérique du Nord, avec un protocole toujours identique (vue frontale, centrage du sujet, etc.). Ce projet d’une vie, couronné par le Lion d'or de la sculpture à la Biennale de Venise en 1990, est reconnu pour son influence sur l'art conceptuel des années 1960 et 1970.
En 1976, Bernd Becher est nommé professeur à l'académie des beaux-arts de Düsseldorf où il ouvre la première classe de photographie artistique. Mais Hilla y tient souvent le laboratoire photographique. Quelques-uns de ses élèves ont acquis à leur tour une notoriété : Andreas Gursky, Thomas Ruff, Thomas Struth, Candida Höfer, Elger Esser…

### Aspects du travail photographique
À partir de 1959, la démarche de Bernd et Hilla Becher consiste à établir un inventaire rigoureux et systématique du bâti industriel en photographiant des ensembles (usines, mines, hauts fourneaux, chevalements de mines…) menacés d'obsolescence et souvent à l'abandon (principalement en Allemagne, plus largement en Europe, mais aussi aux États-Unis), avec une dimension documentaire. Ils procèdent selon une démarche scientifique dans le sens où tous leurs clichés sont classés et archivés selon la localisation géographique (Allemagne, Belgique, États-Unis…) ou les fonctionnalités (châteaux d'eau, silos, gazomètres, hauts fourneaux…) des bâtiments photographiés.
Pour donner à leurs photos ce caractère de documentaire « objectif », elles sont toutes prises selon le même protocole immuable : une lumière neutre (ciel couvert) et chaque photo d'une même série est composée de manière identique (angle de vue et cadrage). Il faut ajouter à cela l'utilisation du noir et blanc, d'un téléobjectif pour éviter les déformations et d'une chambre Linhof 8x10, ainsi qu'une présentation spécifique des œuvres (photo sous marie-louise blanche et cadre en plastique blanc), conservées au cours des années.
Une caractéristique esthétique prédomine : les constructions photographiées apparaissent comme des formes géométriques ou tortueuses qui se répètent au long des séries. Ce phénomène de sérialité est caractéristique de la syntaxe photo-conceptuelle qu'ils mettent en pratique dans leur œuvre. Les photographies parfaitement neutres isolent ainsi l'infrastructure. On peut alors comparer les variations formelles entre les bâtiments photographiés, désignés comme des « sculptures anonymes », selon le titre de leur premier ouvrage publié en 1970.
Le travail des Becher joue un rôle dans le renforcement de l'intérêt public pour le patrimoine industriel.

## Livres
- 1967 : Industriebauten 1830-1930 : Eine fotografische Dokumentation, 34 p., 22 x 19,5 cm, 103 ill., Die Neue Sammlung, Munich
- 1969 : Anonyme Skulpturen : Formvergleiche industrieller Bauten [Anonymous Sculptures : Form comparisons of industrial buildings], 36 p., 20 x 20 cm, 21 ill., Städtische Kunsthalle Düsseldorf, Düsseldorf •  (ISBN 3-92122-408-X et 978-3-92122-408-3).
- 1970 : Anonyme Skulpturen : Eine Typologie technischer Bauten [Anonymous Sculptures : A typology of technical buildings], 216 p., 22 x 28 cm, 194 ill., Art Press,  Düsseldorf •   (ISBN 3-92122-408-X et 978-3-92122-408-3) | édition américaine : Wittenborn & Co., New York
- 1975 : Fotografien 1957 bis 1975, 167 p., 20 x 20 cm, 124 ill., Köln, Rheinland-Verlag, Cologne •  (ISBN 3-7927-0249-5 et 978-3-79270-249-9).
- 1977 : Fachwerkhäuserdes Siegener Industriegebietes [Framework Houses], 356 p., 22 x 24,5 cm, 350 ill., Schirmer-Mosel, Munich •  (ISBN 3-88814-005-6 et 978-3-88814-005-1) [eng.  (ISBN 978-3-88814-013-6)].
- 1985 : Fördertürme [Chevalements, Mineheads], 220 p., 21,5 x 28,5 cm, 196 ill., Schirmer-Mosel, Munich •  (ISBN 3-88814-173-7).
- 1988 : Wassertürme [Châteaux d’Eau, Water Towers], 240 p., 23,5 x 29,5 cm, 223 ill., Schirmer-Mosel, Munich •  (ISBN 3-88814-255-5 et 978-3-88814-255-0), [fr.  (ISBN 978-3-88814-520-9), eng.  (ISBN 0-26202-277-X et 978-0-2620-2277-4)].
- 1990 : Hochöfen [Hauts Fourneaux, Blast Furnaces], 272 p., 24 x 29,5 cm, 319 ill., Schirmer-Mosel, Munich •  (ISBN 3-88814-352-7) [eng.  (ISBN 978-3-88814-352-6), fr.  (ISBN 978-3-88814-558-2)].
- 1990 : Tipologie – Typologien – Typologies : Katalog der 44. Biennale Venedig 1990, 64 p., 29 x 29 cm, 321 ill., Schirmer-Mosel, Munich •  (ISBN 3-88814-417-5) | 1999 :  (ISBN 3-88814-593-7).
- 1991 : Pennsylvania Coal Mine Tipples [Pennsylvanische Kleinbergwerke], 136 p., 27,5 x 29,5 cm, 99 ill., Schirmer-Mosel, Munich •  (ISBN 3-88814-408-6) [engl.  (ISBN 3-88814-416-7)].
- 1993 : Gasbehälter [Gas Tanks], 120 p., 27,5 x 29,5 cm, 102 ill., Schirmer-Mosel, Munich,  (ISBN 3-88814-493-0) [engl.  (ISBN 3-88814-681-X)].
- 1993 : Grundformen [Basic Forms], 160 p., 14,5 x 19 cm, 64 ill., Schirmer-Mosel, Munich •  (ISBN 3-88814-704-2) | 1999 : coll. Meister der Kamera  (ISBN 3-88814-959-2) [engl.  (ISBN 3-88814-400-0)] | 2014 :  (ISBN 978-3-82960694-3).
- 1994 : Fabrikhallen [Industrial Façades], 276 p., 27,5 x 29,5 cm, 264 ill., Schirmer-Mosel, Munich •  (ISBN 3-88814-730-1).
- 1997 : Fördertürme [Mineheads], 200 p., 27,5 x 29,5 cm, 190 ill., Schirmer-Mosel, Munich •  (ISBN 3-88814-803-0).
- 1998 : Serien Bernd & Hilla Becher, 134 p., 25 x 33 cm, ill., Hermann Schmidt, Mayence •  (ISBN 3-8743-9460-3 et 978-3-8743-9460-4).
- 2000 : Zeche Hannibal [Coal Mine Hannibal], 124 p., 27 x 29 cm, 170 ill., Schirmer-Mosel, Munich •  (ISBN 3-88814-937-1 et 978-3-88814-937-5).
- 2000 : Festschrift : Erasmuspreis 2002, 168 p., 17 x 24 cm, 128 ill., Schirmer-Mosel, Munich •  (ISBN 3-8296-0064-X et 978-3-8296-0064-4).
- 2002 : Industrielandschaften [Industrial Landscapes], 272 p., 30 x 24 cm, 180 ill., Schirmer-Mosel, Munich •  (ISBN 3-8296-0003-8 et 978-3-8296-0003-3).
- 2003 : Typologien industrieller Bauten [Typologies of Industrial Buildings], 276 p., 29 x 29 cm, 1.528 ill., Schirmer-Mosel, Munich •  (ISBN 3-8296-0092-5 et 978-3-8296-0092-7).
- 2004 : Grundformen industrieller Bauten [Basic Forms of Industrial Buildings], 144 p., 17 x 24 cm, 61 ill., Schirmer-Mosel, Munich •  (ISBN 3-8296-0150-6 et 978-3-8296-0150-4) [engl.  (ISBN 3-8296-0173-5 et 978-3-8296-0173-3)].
- 2005 : Kühltürme [Cooling Towers], 244 p., 27 x 29 cm, 236 ill., Schirmer-Mosel, Munich •  (ISBN 3-8296-0192-1 et 978-3-8296-0192-4).
- 2006 : Getreidesilos [Grain Elevators], 256 p., 27 x 29 cm, 246 ill., Schirmer-Mosel, Munich •  (ISBN 3-8296-0256-1 et 978-3-8296-0256-3).
- 2007 : Zeche Concordia, 55 p., 28 x 28 cm, ill., Oberösterreichisches Landesmuseum Linz, Linz •  (ISBN 3-8547-4166-9 et 978-3-8547-4166-4).
- 2009 : Bernd and Hilla Becher at Museo Morandi, 48 p., 20 x 23 cm, 173 ill., Schirmer-Mosel, Munich •  (ISBN 978-3-8296-0406-2).
- 2010 : Bergwerke und Hütten [Coal Mines and Mills], 188 p., 28 x 28 cm, 154 ill., Schirmer-Mosel, Munich •  (ISBN 978-3-8296-0467-3) [engl.  (ISBN 978-3-8296-0474-1)].
- 2010 : Zeche Hannover [Hannover Coal Mine], 280 p., 27 x 29 cm, 237 ill., Schirmer-Mosel, Munich •  (ISBN 978-3-8296-0468-0).
- 2013 : Steinwerke und Kalköfen [Stonework and Lime Kilns], 256 p., 27 x 29 cm, 232 ill., Schirmer-Mosel, Munich •  (ISBN 978-3-8296-0576-2).

## Principales expositions
- 1972 : documenta, Cassel, dans le Land de Hesse.
- 1975 : Rheinisches Landesmuseum, Bonn.
- 1977 : documenta, Cassel, dans le Land de Hesse.
- 1982 : documenta, Cassel, dans le Land de Hesse.
- 1985 : ARC, Paris
- 1990 : Biennale de Venise
- 1999 : « Usines sidérurgiques », Rencontres d'Arles
- 2004 : Centre Pompidou, Paris ; exposition organisée en collaboration avec le K20K21-Kunstsammlung Nordrhein-Westfalen, Düsseldorf
- 2006 : Musée des arts contemporains de la communauté française de Belgique, Hornu
- 2008 : Musée d'art moderne de la ville de Paris
- 2010 : Bernd & Hilla Becher–In Prints 1964–2010, Musée de l'Élysée, Lausanne

### Récompenses et distinctions
- 1985 : Prix culturel de la Société allemande de photographie
- 1990 : Prix de sculpture (Lion d'or) de la Biennale de Venise
- 2004 : Prix international de la Fondation Hasselblad